# Azoteas de Barcelona
Azoteas de Barcelona es una pintura al óleo sobre tela realizada por Pablo Picasso el año 1903 en Barcelona y que forma parte de la colección permanente del Museo Picasso de Barcelona. Se encuentra expuesto en la sala 8 del museo.

## Descripción
En la segunda estancia en el estudio de la calle de la Riera de San Juan, en 1903, Picasso retoma un tema que desde su llegada a Barcelona, de 1895 a 1897, es muy frecuente: el paisaje de los tejados urbanos. Realizó varias obras de tema parecido, mostrando las vistas del barrio con diferentes perspectivas y usos de color. Son perspectivas urbanas elaboradas con una estructuración de los planos lineales que les confiere una visión muy arquitectónica.
La pintura está distribuida irregularmente, con unas pinceladas cargadas de materia y otras más ligeras. El artista combina la pincelada corta e irregular con la larga, vertical y horizontal, con un perfil grueso para el contorno de muchas de las edificaciones.
Azoteas de Barcelona (1902), también es el tema y el título de una obra un poco anterior, del periodo azul, que es una admirable composición de formas y volúmenes a través de un solo color.
Desde este mismo estudio-taller, en su primera estancia, Picasso pintó la obra La calle de la Riera de San Juan, desde la ventana del estudio del artista.